# Bring Your Daughter...To the Slaughter
Bring Your Daughter...To The Slaughter är en låt och singel av den brittiska heavy metal-gruppen Iron Maiden, släppt den 24 december, 1990. Det är den andra singeln efter Holy Smoke från albumet No Prayer for the Dying från 1990.  
Låten skrevs av Bruce Dickinson 1989 och spelades in av hans soloband för soundtracket till skräckfilmen Terror på Elm Street 5 – The Dream Child. Texten är Dickinsons egen tolkning av filmserien och det underliggande tema han såg av rädsla kring tonårssexualitet och menstruation. Eftersom Steve Harris tyckte att låten skulle passa perfekt för Iron Maiden utelämnades den från Dickinsons soloalbum Tattooed Millionaire och gjordes istället i en ny version av Iron Maiden. 
Trots att BBC bannlyste låten från Radio 1 för dess våldsamma text och endast visade en nerkortad version av musikvideon på Top of the Pops blev det bandets första och hittills enda brittiska singeletta.
Singelomslaget föreställer bandmaskoten Eddie och en rödklädd kvinna inspirerad av seriefiguren Jessica Rabbit. De står utanför Paradise Club, som är namnet på en brittisk tv-serie som Bruce Dickinson medverkade i ett avsnitt av. 
Singeln har två låtar på B-sidan. "I'm A Mover" är en låt av det brittiska bandet Free, från deras album från 1968, Tons of Sobs. Flera medlemmar i Iron Maiden var stora fans av Free, speciellt Dave Murray som köpte Frees gitarrist, Paul Kossoff, gitarr. 
Den andra låten är Communication Breakdown från Led Zeppelins debutalbum 1969.

## Låtlista
1. Bring Your Daughter... ...To The Slaughter (Dickinson)
2. I'm A Mover (Fraser, Rodgers)
3. Communication Breakdown (Page, Jones, Bonham)

## Banduppsättning
- Steve Harris – Bas
- Dave Murray – Gitarr
- Bruce Dickinson – Sång
- Nicko McBrain – Trummor
- Janick Gers – Gitarr